# SL-75102
SL-75102, ili progabidna kiselina, je aktivni metabolit progabida i antikonvulsantni agonist GABA receptora .